# Wolf Huber

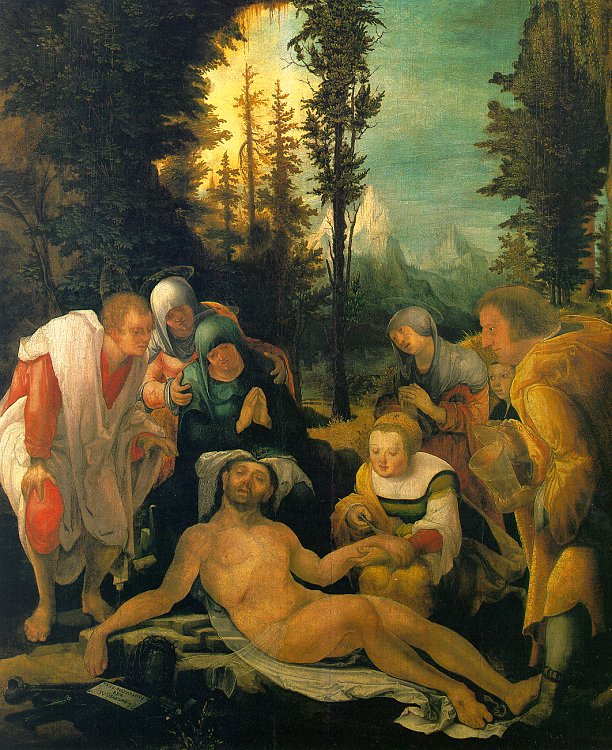
De bewening van Christus, 1524, Louvre, Parijs

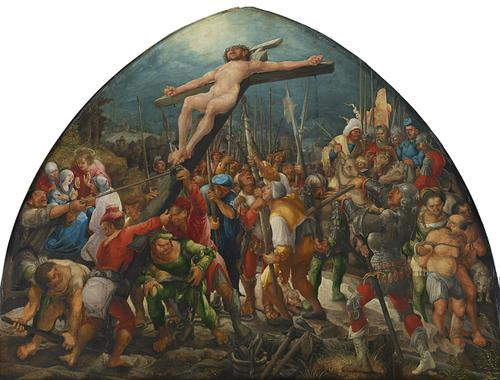
Kruisoprichting, olieverf op paneel, 115x153 cm

Wolf(gang) Huber (Feldkirch, Vorarlberg, ca. 1485 – Passau, 3 juni 1553) was een Oostenrijks-Duits kunstschilder, tekenaar, houtsnijder en architect. Hij was, naast Albrecht Altdorfer (ca. 1480 – 1538) een van de belangrijkste vertegenwoordigers van de Donau-school, een romantische stroming in de Duitse schilderkunst in het begin van de 16e eeuw, die zich in hoofdzaak openbaarde in de landschapschilderkunst.
Zijn werken vertonen een krachtige vroegbarokke toets met maniëristische trekken en een verhalende inslag. Het grafische werk overheerst in zijn oeuvre. Met schilderen begon hij pas in 1517.
Over Hubers leven is weinig bekend. Hij werd geboren in het Oostenrijkse Feldkirch. Over zijn eventuele leermeester(s) is evenmin iets bekend. Een vermelding uit 1491 noemt ene Hans Huber, een schilder uit die plaats, die mogelijk zijn vader of zijn oom is geweest.
In 1515 woonde Huber volgens een vermelding in Passau, waar hij overigens pas in 1539 het burgerrecht verkreeg. Hij werd benoemd tot hofschilder van de prins-bisschop van Passau.
Van zijn werk als bouwmeester is niets bewaard gebleven en van zijn schilderijen een beperkt aantal. Zijn bekwaamheid op het gebied van de landschapkunst is het beste te zien in zijn tekeningen en houtsneden. Naast landschappen vervaardigde hij altaarstukken en beeldde hij heiligen en Bijbelse taferelen uit en na 1522 vervaardigde hij ook portretten.
Tot zijn vroege en meest befaamde werken behoort het Anna-altaar dat hij maakte voor zijn geboorteplaats Feldkirch (1521, Kunsthistorisches Museum, Wenen). De triptiek toont de heilige Anna op de binnenvleugels. De buitenvleugels tonen taferelen uit het leven van Jezus. Het werk vertoont de invloed van Albrecht Dürer.
Tot Hubers overige opvallende werken behoren de Vlucht naar Egypte (Gemäldegalerie, Berlijn), de Kruisoprichting (na 1525, Kunshistorisches Museum, Wenen), Allegorie van het kruis (na 1540, Kunsthistorisches Museum, Wenen) en een van zijn belangrijkste portretten, dat van Jakob Ziegler (ca. 1544 - 1549, eveneens in Wenen).